# Foenatopus flavidentatus
Foenatopus flavidentatus  (лат.) — вид наездников рода Foenatopus из семейства Stephanidae. Вьетнам, Китай (Taiwan).

## Описание
Эндопаразиты насекомых. Длина тела самок 11,0-15,8 мм, длина переднего крыла 6,0-8,2 мм. От близких видов отличается следующими признаками: задние бёдра с 2 крупными вентральными желтоватыми зубцами; темя с поперечной исчерченностью; пронотум желтовато-коричневый; птеростигма узкая и длинная.
Основная окраска тела коричневато-чёрная (ноги светлее). Голова и 3-й тергит с желтоватыми отметинами. Шея спереди выемчатая, с мелкими бороздками; задняя часть пронотума градуально сливается с оставшейся частью переднеспинки; метаплеврон узкий; жилка 2-SR и 2-SR+M переднего крыла отсутствует; жилка 2-CU1 переднего крыла не полностью редуцирована; задние голени сплющены в базальной части; задние лапки самок 3-члениковые.